# Воронцов, Николай Николаевич (строитель)
Никола́й Никола́евич Воронцо́в (декабрь 1894, Данилова Слобода, Тверская губерния — 19 сентября 1977, Пушкин, Ленинград) — советский государственный и партийный деятель. Делегат III и VI Всероссийских съездов Советов, XI съезда РКП(б). Участник Гражданской и Великой Отечественной войны, майор интендантской службы.

## Биография
Николай Воронцов родился в декабре 1894 года в крестьянской семье в деревне Данилова Слобода Иружской волости Зубцовского уезда Тверской губернии, ныне деревня входит в Сельское поселение «Станция Старица» Старицкого района Тверской области.
После окончания Дегунинской церковно-приходской школы переехал в Санкт-Петербург. Трудовую деятельность начал в 13-летнем возрасте юнгой-коком на землечерпательной машине «Огайо» в порту г. Санкт-Петербурга, где проработал 3 года. Затем 3 года работал кочегаром и помощником машиниста в Русско-Голландском обществе, затем был машинистом на землечерпательной машине «Мга» у частного хозяина, машинистом на электростанции пробочной казённой фабрики. В 1914 году за организацию забастовки и политическую неблагонадёжность с пробочной фабрики был уволен.
С января 1915 года по ноябрь 1917 года служил рядовым в Русской императорской армии, шофёр, мастеровой специального поезда инженерных войск. Был на Западном фронте.
В мае 1917 года в городе Кимры Тверской губернии вступил в члены РСДРП(б), в 1918 году партия переименована в РКП(б), в 1925 году — в ВКП(б), в 1952 году — в КПСС.
В 1918 году был членом Бобруйского Совета рабочих и солдатских депутатов, делегатом I съезда Советов Западной области, был членом Минского облисполкома. В январе 1918 года был делегатом III Всероссийского съезда Советов.
Был председателем Зубцовского уездного исполкома Тверской губернии, вторым заместителем председателя Зубцовского уездного исполкома Тверской губернии и заместителем председателя Тверского горисполкома. В ноябре 1918 года был делегатом VI Всероссийского съезда Советов от Тверской губернии.
В мае 1919 года добровольцем уехал на Восточный фронт против Колчака и работал инструктор политотдела 5-й армии.
К 12 часам ночи с 13 на 14 августа 1919 года город Курган был полностью очищен от белых. 24 августа власть в городе взял ревком, под руководством председателя Н. Воронцова, его заместителем стал Александр Фёдорович Дмитриев, члены ревкома: Никита Афанасьевич Денисов, Лисин и Шалавко (Лисин и Шалавко — курганцы, остальные из политотдела 5-й армии). Деятельность Курганского уездного революционного комитета была направлена на восстановление Советской власти в освобождённом Кургане и западной части уезда, пресечение кoнтрреволюционных выступлений буржуазии, принятие неотложных мер по восстановлению разрушенного белогвардейцами народного хозяйства. За успешное проведение военной мобилизации, передачу лошадей для частей Красной Армии и бесперебойное снабжение фронта продовольствием Курганский революционный комитет был отмечен благодарностью Реввоенсовета. В сентябре 1919 года белая армия перешла в контрнаступление. Была создана эвакуационная комиссия, но когда 28 сентября пришла телеграмма о немедленной эвакуации к 12 часам ночи, оказалось, что комиссия никакой подготовительной работы не вела. Самое ценное удалось вывезти в Челябинск и Миасс. Поезд ревкома выехал последним 2 октября и оставался на станции Юргамыш. Согласно полученному из Челябинска распоряжению 17 октября ревком вернулся в Курган. Были образованы отделы: народного хозяйства (совнархоз), здравоохранения, народного образования, земельный, социального обеспечения, финансовый, юридический, военный комиссариат, милиция. С августа по декабрь 1919 года в Кургане не было типографии (вывезены белыми). В конце декабря прибыла типография, принадлежащая городу Ирбиту. Было выпущено четыре номера газеты «Красная Сибирь». В конце января 1920 года была возвращена курганская типография, а ирбитская типография была отправлена в Ирбит. 7 декабря 1919 года состоялось общее собрание большевиков городских организаций, на котором был избран городской партийный комитет, в который вошли: Самоданов, Воронцов, Жуков, Васильев, Ершов, Малашкевич, Коваленко. Воронцов через несколько дней по решению Реввоенсовета 5-й армии отозван в Красноярск. Курганский ревком просил задержать отзыв и Воронцов уехал из Кургана в середине января 1920 года.
В конце января 1920 года в Кургане состоялся первый уездный съезд Советов рабочих, крестьянских и красноармейских депутатов, который сформировал исполком, заменивший ревком. Делегаты съезда высоко оценили деятельность сложившего свои полномочия революционного комитета.
С 1921 года — организатор речного судоходства на Енисее, был членом Красноярского горкома РКП(б). Затем работал в Иркутске.
В 1922 году был делегатом XI съезда РКП(б).
В период работы в Ленинградской области был членом Сосницкого волостного комитета РКП(б) и Волосовского райкома РКП(б).
С 1923 года — сотрудник Совторгфлота, заместитель управляющего Севзапторга.
По предложению Сергея Мироновича Кирова с 10 февраля 1930 года стал первым начальником строительно-монтажного управления треста «Апатит» и приехал в Хибины. Организация вела строительство всех объектов на территории будущего города Хибиногорска (с 1934 года — Кировск). Были построены апатито-нефелиновая обогатительная фабрика (АНОФ-1), Кукисвумчоррский (Кировский) рудник, тепловая электростанция, насосная станция на озере Большой Вудъявр, железная дорога, 50 км автогужевых дорог, жилые поселки, создан совхоз «Индустрия». В апреле 1931 года, когда до пуска первой очереди АНОФ-1 оставалось несколько недель на строительстве закончились гвозди. Помощник Воронцова Фрол Михайлович Зуев вспомнил, что на строительство тепляков ушло около тонны гвоздей. Воронцов направил сто комсомольцев разобрать над флотационным и сгустительным отделениями тепляки. В июне 1932 года С. М. Киров посетил АНОФ-1 и сказал: «Конец ввозу марокканских фосфоритов. Теперь у нас есть свой суперфосфат для колхозных полей. Это и есть одно из звеньев великой колхозной цепи.». Был членом Хибиногорского райкома ВКП(б), Мурманского окружкома ВКП(б) и окрисполкома.
С ноября 1934 года — начальник управления «Североникель» треста «Апатит» (будущий город Мончегорск). В марте 1935 года Ленинградский обком ВКП(б) признал строительство в Мончетундре особо важным объектом. В апреле 1935 года строительство комбината «Североникель» обсуждалось в ЦК ВКП(б) и Совете Народных Комиссаров СССР. В мае 1935 года строительство выделено из системы треста «Апатит». 21 ноября 1935 года перенёс инфаркт миокарда и был доставлен в больницу им. Свердлова города Ленинграда.
С 1936 года — начальник строительной конторы Кировской железной дороги.
Со 2 июля 1941 года участник Великой Отечественной войны, призван в Рабоче-крестьянскую Красную Армию Куйбышевским РВК города Ленинграда. Был помощником командира отдельного сапёрного батальона, с 31 января 1942 года — помощник командира 172-го стрелкового полка по снабжению, 13-я стрелковая дивизия Ленинградского фронта, интендант 2-го ранга. (майор интендантской службы).
После войны — начальник строительного управления «Аллуайвстрой» Министерства цветной металлургии, Ловозерский район Мурманской области. Был членом Ловозерского райкома ВКП(б).
Работал старшим инженером по восстановлению цехов на Адмиралтейском заводе, затем на жилищном строительстве в Ленинграде.
В 1956 году по состоянию здоровья ушёл на пенсию. Персональный пенсионер союзного значения.
Находясь на пенсии работал с перерывами на стройках Выборгской стороны Ленинграда. Вёл большую общественную работу, рассказывал молодежи о своих четырёх встречах с В. И. Лениным.
Николай Николаевич Воронцов умер 19 сентября (по другим данным 20 сентября) 1977 года после продолжительной болезни в городе Пушкине Пушкинского района города Ленинграда, ныне Санкт-Петербург.

## Награды
- Орден Ленина, 1967 год
- Орден Трудового Красного Знамени, 1933 год, за успехи в освоении Хибин и производственные достижения
- Медаль «За боевые заслуги», 4 ноября 1942 года[10]
- Почётный гражданин города Кировска, 20 сентября 1967 года (первый почётный гражданин города)
- Почётный гражданин города Кургана, 1967 год

## Семья
Жена Ольга Спиридоновна.
дети - от первого брака:
- Николай (01.05.1918-?) - летчик,
- дочь (?)

от второго брака с Елизаветой Борисовной Вертмиллер
- Николай Николаевич Воронцов (01.01.1934-03.03.2000)

от третьего (?)
- Игорь (р 1935)